# 喬治·華盛頓大學法學院
喬治華盛頓大學法學院, 通常簡稱 GW Law，建於 1865 年， 是首都華盛頓最古老的法學院。 學校受美國律師協會認證，亦為美國法學院聯合會創會學校之一。 學校位于 喬治華盛頓大學主校區，從1959年至1990年代中葉名爲國家法律中心，后改爲現名以強調學校爲喬治華盛頓下屬之法學院。

## 歷史
喬治華盛頓大學法學院肇建於1825年, 然因財政困難於1826年暫時關閉。到1865，法學院得以重建，並且成爲哥倫比亞特區（華盛頓）第一所建成的法學院。
1865年在當時哥倫比亞學院 (即現在的喬治華盛頓大學)校長幫助下， 學校購置了三一教會所屬房產為法學院學生開課。學校第一屆學生畢業于1867年；這些學生來自當時37個州中的22個。 
法學碩士 課程亦於1877年開設。
1900年學校成爲美國法學院聯合會創會會員。
最高法院的法官，包括William Strong, David J. Brewer, Willis Van Devanter, John Marshall Harlan, 和 Clarence Thomas 均曾擔任學校教師。

## 錄取
2009年被錄取JD學生的GPA中位數為3.76, LSAT中位數為167。當年學校共收到9700份錄取申請，是全美錄取競爭最激烈的法學院之一。
2009年被錄取的JD的學生中來自41個州和美國之外的7個國家。學校的法學碩士和法學博士項目也從全世界近45個國家錄取優秀學生。

## 學術

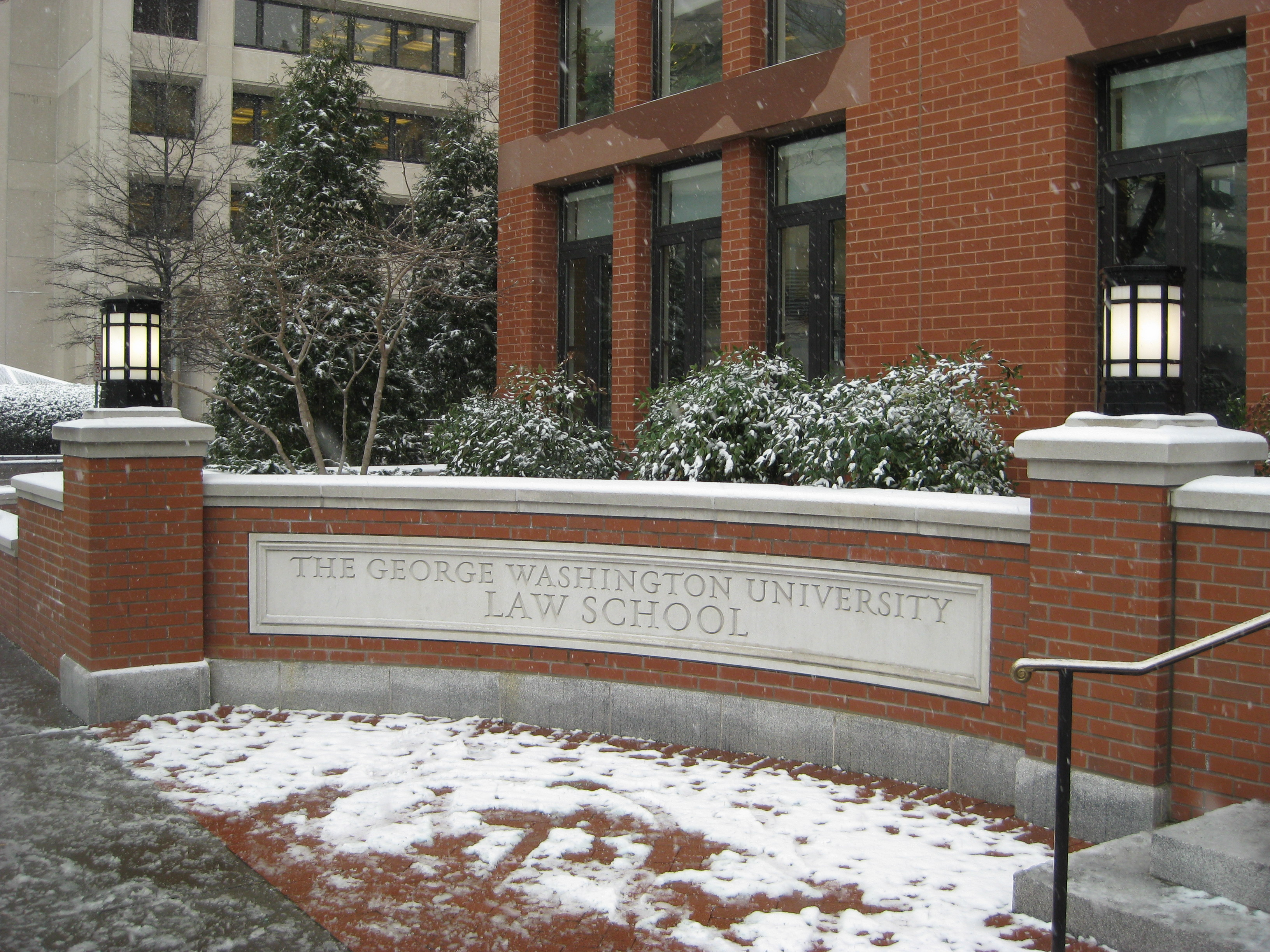

學校受美國律師協會認證，亦是美國法學院聯合會創會會員.學校亦有全美最全最廣泛的法學課程：超過250門課程幾乎覆蓋了法學的各個領域。
學校現有1,860名學生在讀: 1,260名全日制學生, 290名兼讀制學生, 和超過300名研究學位課程學生。

## 聲譽
喬治華盛頓大學在2011，2012與2013年的US NEWS法學院排名中均位居第20位. 在專項方面，學校的智慧財產法排名全美第三, 而國際法居第五位。學校 開設的兼讀制JD項目亦長期位居全美第二。
根據Brian Leiter's的最新法學院排名(US News之外的另一排名系統), 學校在最高法院書記職位的就業方面排第12位(2000-2008)，在學生的入學成績方面排第19位，而在教師的學術影響力方面居第18位。

學校在2007年的National Law Journal中，被評爲最多比例學生進入頂尖法律事務所的前20名法學院之一。
除此之外, 學校在2008年Vault全美前25名法學院調查中，位居第20名。此項調查強調在全國最大的律師事務所的就業數據。

## 鏈接
- GW Law Official Site*（页面存档备份，存于）

Template:GWU
Template:Law Schools of the Mid-Atlantic States